# Stresa
Stresa je italská obec v provincii Verbano-Cusio-Ossola v oblasti Piemont. Leží na břehu jezera Lago Maggiore.
K 31. prosinci 2011 zde žilo 5 159 obyvatel.

## Sousední obce
Baveno, Belgirate, Brovello-Carpugnino, Gignese, Gravellona Toce, Laveno-Mombello (VA), Leggiuno (VA), Lesa (NO), Omegna, Verbania

## Pamětihodnosti
Město je díky klidu a čistému životnímu prostředí využíváno k rekreaci, patří k němu i Borromejské ostrovy a hora Mottarone. Nachází se zde Botanická zahrada Alpinia s horskou flórou. Ve Strese pobýval Ernest Hemingway, který sem zasadil část děje knihy Sbohem, armádo. Město je vyhledávaným letoviskem vyšších vrstev a místem pro různá oficiální setkání, nejvýznamnějším byla Streská konference v dubnu 1935, na které se Francouzi a Britové snažili získat Mussoliniho za spojence proti Hitlerovi (vztahy mezi Itálií a Německem se zhoršily poté, co rakouští nacisté zavraždili kancléře Dollfusse, italského spojence). Ve Strese se také volila Miss Itálie, koná se zde každoročně festival vážné hudby Settimane Musicali. Ve zdejším Palazzo Bolongaro zemřel teolog Antonio Rosmini Serbati, budova byla proměněna v jeho muzeum a knihovnu.